# 莫加縣

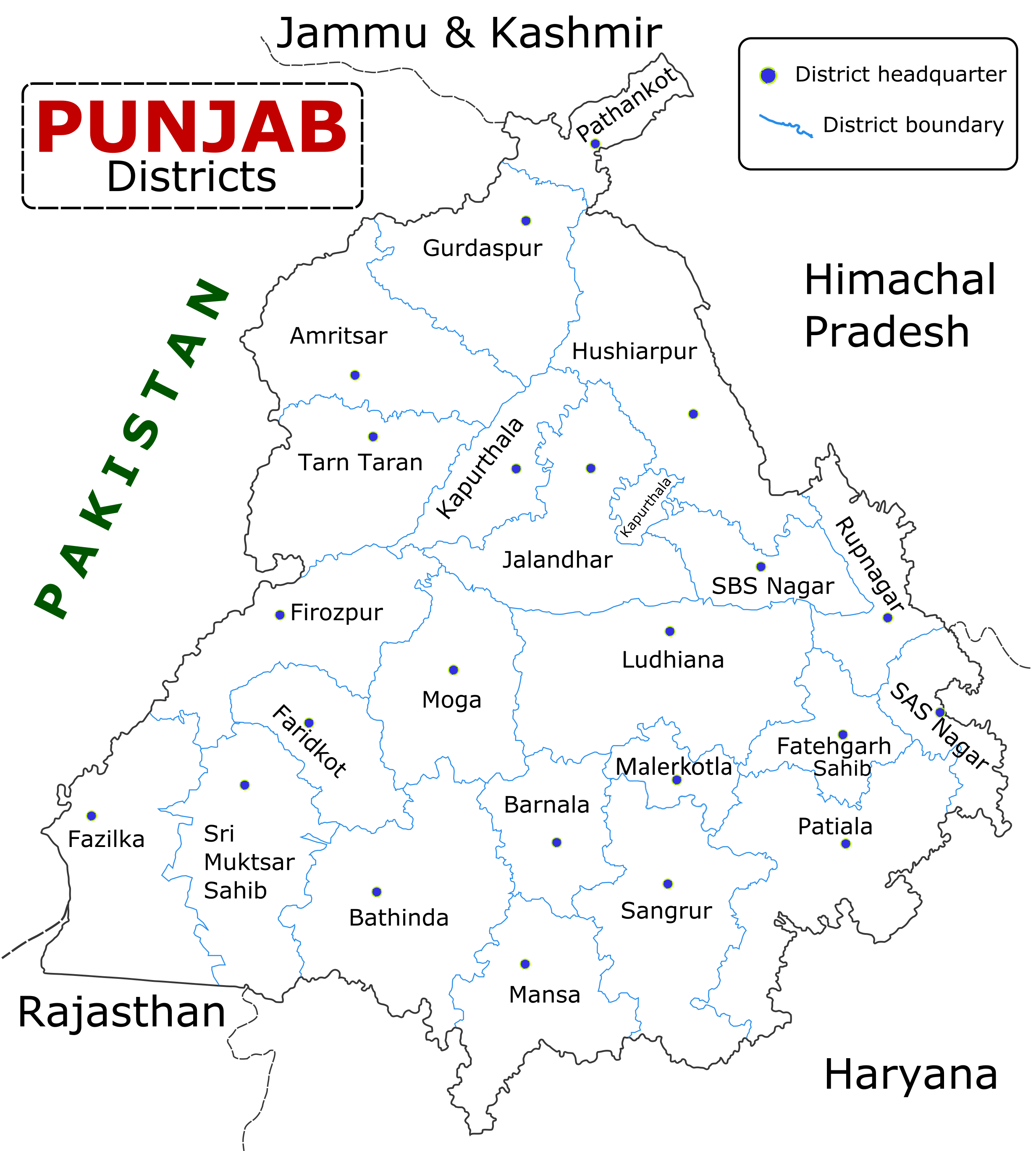

莫加縣是印度的一個縣，位於該國西北部，由旁遮普邦負責管轄，面積1,672平方公里，人口在2001至2011年期間增長10.9%，2011年人口995,746，人口密度每平方公里530人。

## 外部連結
- 官方网站

30°49′12″N 75°10′12″E / 30.82000°N 75.17000°E